# Ондіна Валла
Требізонда «Ондіна» Валла (італ. Trebisonda «Ondina» Valla; нар. 20 травня 1916 — пом. 16 жовтня 2006) — італійська легкоатлетка, яка спеціалізувалася в бігу на короткі дистанції та бігу з бар'єрами.

## Із життєпису
Батьки спортсменки назвали доньку на честь турецького міста Трабзон.
Олімпійська чемпіонка з бігу на 80 метрів з бар'єрами (1936). Стала першою італійкою в історії, яка здобула титул олімпійської чемпіонки.
Ексрекордсменка світу з бігу на 80 метрів з бар'єрами.
Мала широку спеціалізацію, ставала чемпіонкою Італією у семи різних дисциплінах (біг на 60 та 100 метрів, 80 метрів з бар'єрами, естафетний біг 4×100 метрів, стрибки у висоту (з розбігу та з місця), п'ятиборство).
Незважаючи на травми, які її почали переслідувати після 1936, продовжувала виступати і після 40-річного віку.
У 1978 золоту олімпійську медаль Валли викрали. У 1984 вона отримала її дублікат.

## Основні міжнародні виступи
| Рік  | Змагання                        | Місто    | Місце | Дисципліна | Примітки         |
| ---- | ------------------------------- | -------- | ----- | ---------- | ---------------- |
| 1933 | Міжнародні університетські ігри | Турин    | 1     | 100 м      |                  |
| 1933 | 1                               | 80 м з/б |       |            |                  |
| 1933 | 1                               | 4×100 м  |       |            |                  |
| 1933 | 1                               | висота   |       |            |                  |
| 1933 | 3                               | довжина  |       |            |                  |
| 1936 | Олімпійські ігри                | Берлін   | 1     | 80 м з/б   | Відео на YouTube |
| 1936 | 4                               | 4×100 м  |       |            |                  |

## Визнання
- Член Зали слави італійської легкої атлетики[1]